# Municipio de El Fuerte
El municipio de El Fuerte es uno de los 20 municipios en que se encuentra dividido el estado de Sinaloa, en México; ubicado en la parte norte del estado. Su cabecera es la ciudad de El Fuerte, ubicada a la orilla del río del mismo nombre.

## Geografía
Colinda al norte con el Estado de Sonora, al sur con el municipio de Sinaloa, al poniente con el municipio de Ahome y al oriente con el municipio de Choix.
Aproximadamente un 15 % de la población de este municipio son indígenas mayos.

## Demografía
La población total del municipio de El Fuerte según el censo del 2010 era de 97 536 habitantes, de los cuales 49 693 son hombres y 47 843 son mujeres.

### Localidades
Las 10 más pobladas según el censo de la INEGI de 2010 son las siguientes:
| Localidad                      | Población (2010) |
| ------------------------------ | ---------------- |
| El Fuerte                      | 12 566           |
| Constancia                     | 6 500            |
| San Blas (Estación Sufragio)   | 6 075            |
| Mochicahui                     | 5 623            |
| Adolfo López Mateos (Jahuara)  | 5 025            |
| Charay                         | 3 084            |
| Lázaro Cárdenas (La Esperanza) | 2 215            |
| Benito Juárez (Vinatería)      | 2 093            |
| Los Taxtes                     | 1 771            |
| Dos de Abril                   | 1 669            |
| Total municipio                | 97 536           |

## Política
El municipio de El Fuerte fue creado el 8 de abril de 1915, el siguiente año, 1916, le fueron segregados de su territorio los municipios de Ahome y Choix, permaneciendo desde entonces su extensión territorial de forma inalterada.
El gobierno del municipio le corresponde al Ayuntamiento, y un cabildo formado por trece regidores, de estos 8 son electos por el principio de mayoría relativa y 5 por el de representación proporcional. El ayuntamiento es electo por un periodo de tres años no reelegibles para el periodo consecutivo pero si de forma no continúa, todos los funcionarios entran a ejercer su cargo el día 1 de enero del año siguiente a su elección.

### División administrativa
Para su régimen interior el municipio de El Fuerte se divide en siete sindicaturas, los síndicos son electos por consulta popular por medio de planillas y duran en su encargo tres años, las siete sindicaturas son: Mochicahui, Charay, San Blas, Tehueco, Tetaroba, Chinobampo y Jahuara II.

### Representación legislativa
Para la elección de diputados locales al Congreso de Sinaloa y de diputados federales a la Cámara de Diputados de México, el municipio se encuentra integrado en los siguientes distritos electorales:
Local:
- II Distrito Electoral Local de Sinaloa con cabecera en El Fuerte.[8]

Federal:
- I Distrito Electoral Federal de Sinaloa con cabecera en El Fuerte.[9]

### Presidentes municipales
- (1993 - 1995): Armando Apodaca Soto
- (1996 - 1998): José Julián Vega Ruiz
- (1999 - 2001): Humberto Galaviz Armenta
- (2002 - 2004): José Luis Vázquez Borbolla
- (2005 - 2007): Eduardo Astorga Hernández
- (2008 - 2010): Víctor Manuel Sarmiento Armenta (PAN)
- (2011 - 2013):Eleazar Rubio Ayala (PAN)
- (2014 - 2016):Arq. Marco Vinicio Galaviz Serrano (PRI)
- (2016 - 2018): Lic. Nubia Xiclali Ramos Carvajal (PRI)
- (2018 - 2021): Lic. Nubia Xiclali Ramos Carvajal (PRI)
- (2021 - 2024): Gildardo Leyva Ortega (MORENA)